# Anthony Ashley Cooper (1801-1885)

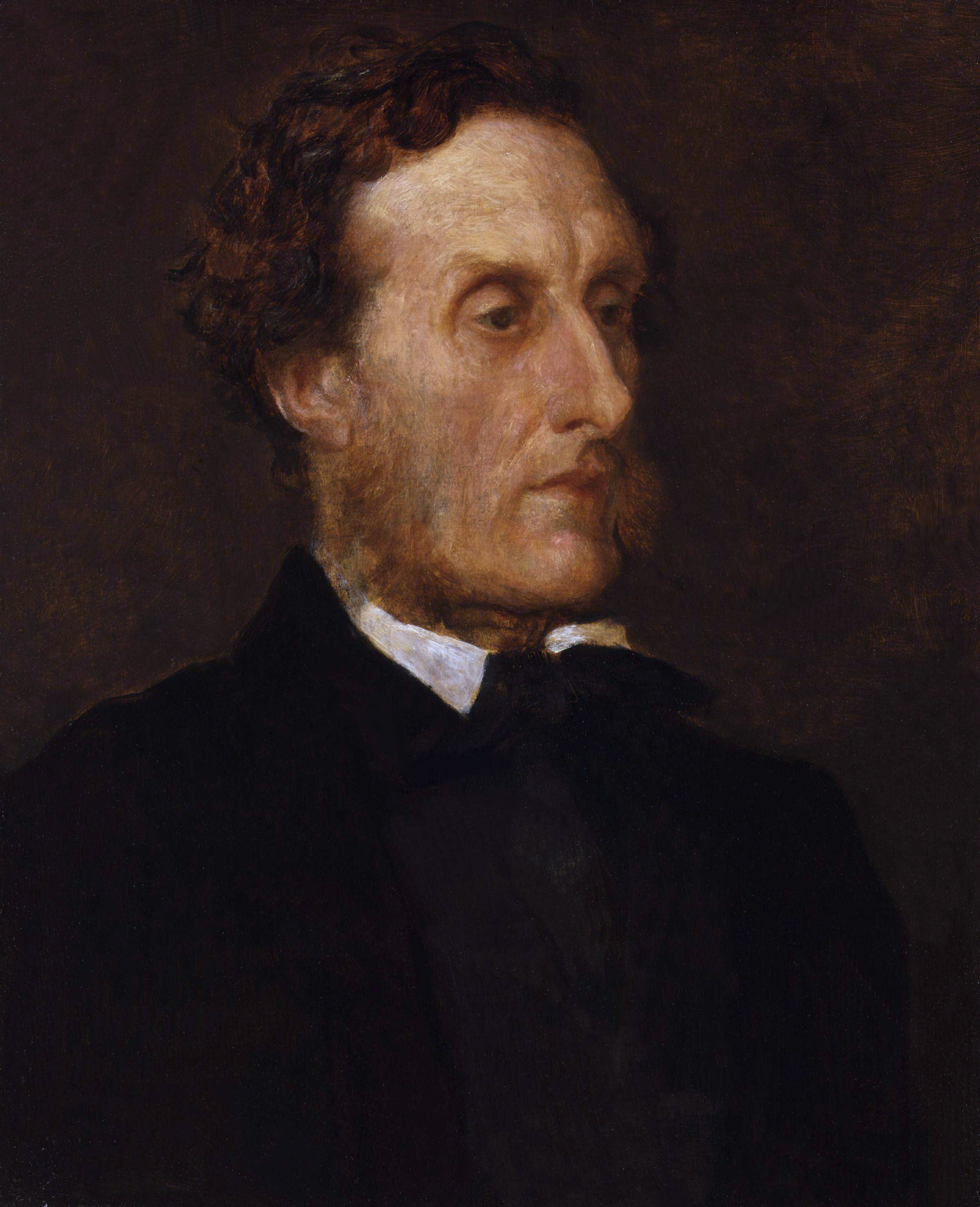
Anthony Ashley-Cooper, door George Frederic Watts.

Anthony Ashley-Cooper (28 april 1801 - 1 oktober 1885) was een Britse politicus. Hij was sinds de dood van zijn grootvader in 1811 Lord Ashley en sinds de dood van zijn vader in 1851 de 7e graaf van Shaftesbury. Hij was een tijdlang eigenaar van Shaftesbury Abbey. Hij studeerde aan de Universiteit van Oxford.
Voor de Tories zat Ashley-Cooper jarenlang in het Britse parlement, het Lagerhuis. In het Lagerhuis ontpopte hij zich als iemand die de onrechtvaardigheden van de industriële revolutie aan de kaak stelde. Hij werd binnen het Parlement leider van de beweging voor verbetering van de arbeidsomstandigheden in fabrieken. Een van zijn grootste successen was dat hij de "Ten Hours Act" door het Parlement wist te krijgen (1847). Daarvoor was hij voorvechter geweest van de "Mines Act" (1842) die werkgevers verbood vrouwen en kinderen onder de grond te laten werken en van de "Lunacy Act" (1845) die de situatie van psychiatrische patiënten in klinieken verbeterde.
Ook buiten het Parlement hielp lord Shaftesbury de armen en toonde hij zich een waar filantroop. 
Hij was als voorzitter van de "Ragged Schools Union" voorvechter van gratis onderwijs voor de armen. En hij hielp Florence Nightingale het vak van verpleegster geprofessionaliseerd te krijgen. 
Behalve een politicus met een sociale agenda en een filantroop, was lord Shaftesbury een van de eerste zionisten, maar wel een die uit evangelisch-christelijke motieven handelde. Hij probeerde zijn landgenoten ervan bewust te maken dat de joden een thuisland verdienden in Palestina. Hij overtuigde vooral Britse conservatieven de "World Zionist Movement" te ondersteunen zodat het Verenigd Koninkrijk uiteindelijk het initiatief zou nemen tot de oprichting van een joodse staat. 
Shaftesbury was voorzitter van de "London Society for Promoting Christianity among the Jews" en had behalve een missionair ook een economisch argument: als Palestina een Britse kolonie met joden als inwoners was, kon het gebied dienen als wingewest en katoen, zijde, kruiden en olijfolie leveren.
Ter herinnering aan zijn filantropisch werk is in 1893 op Piccadilly Circus het Shaftesbury Memorial opgericht.